# Tytthostonyx
Tytthostonyx é um género de ave marinha fóssil. Encontrado na Formação de Hornerstown que data exactamente da Extinção em massa do Cretáceo-Terciário, há 65 milhões de anos, este animal era aparentemente relacionado com o antepassado de algumas aves modernas, como os Procellariiformes e/ou Pelecaniformes. Inclui uma única espécie conhecida: Tytthostonyx glauconiticus.
Foi colocado numa família própria, Tytthostonychidae, sem que se possa afirmar, à luz dos conhecimentos actuais, se tal classificação é adequada ou não.